# Hutton (Lancashire)
Hutton is een civil parish in het bestuurlijke gebied South Ribble, in het Engelse graafschap Lancashire met 2277 inwoners.